# Joseph Coldefy
Joseph Coldefy, né le 10 décembre 1826 à Montfaucon (Lot) et mort le 18 janvier 1887 à Marseille, est un prélat français qui fut évêque de la Réunion de 1881 à 1887.

## Biographie
Fils de Jean Coldefy, cultivateur, et de Marguerite Carrayol, son épouse, Joseph Coldefy naît dans une famille très chrétienne qui donnera cinq prêtres à l'Église catholique. Après des études au petit séminaire de Montfaucon puis au grand séminaire de Sarlat-la-Canéda, il est ordonné pour le diocèse de Périgueux le 14 juin 1851. Tour à tour vicaire à Sarlat, curé de Meyrals puis Cénac,  il devient doyen de Sigoulès en 1868, de Thiviers en 1874, obtenant parallèlement un canonicat honoraire à la cathédrale Saint-Front. Nommé évêque de La Réunion le 17 février 1881, préconisé dans le consistoire du 13 mai suivant, il est sacré le 3 juillet en l'église Notre-Dame de l'Assomption de Thiviers par l'ordinaire du lieu, Joseph Dabert, assisté de Pierre-Alfred Grimardias, évêque de Cahors, et Victor Delannoy, évêque d'Aire, ancien évêque de Saint-Denis de la Réunion auquel il succède. De santé délicate, Coldefy endure mal le climat réunionnais, contraint ainsi de s'absenter de son diocèse pour de longues périodes. Revenant à trois reprises en métropole pour prendre les eaux, son dernier séjour lui est fatal, décédant promptement après avoir débarqué dans la cité phocéenne.

## Armes
Coupé : d'azur au pélican avec sa pitié d'or et d'azur à la nef gréée et matée en forme de croix d'or sur une mer d'argent, sénestrée en chef d'une étoile d'argent.